# Momtchilgrad

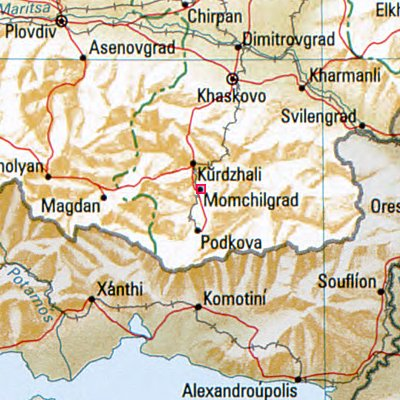
Situation géographique de Momčilgrad

Momtchilgrad (en bulgare : Момчилград, ˈmɔmtʃiɫˌɡrat, translittération internationale Momčilgrad, est une ville de Bulgarie méridionale, situé dans l'oblast de Kărdžali, près des villes de Kărdžali et Džebel. Momčilgrad est la deuxième ville de l'oblast de Kărdžali.
La ville est située dans la partie sud-est des Rhodopes, au bord de la rivière Vărbica (en bulgare : Върбица), affluent de l'Arda, elle-même affluent de la Marica. Près de Momčilgrad se trouve la réserve naturelle d'Elenovo stopanstvo (en bulgare : Еленово стопанство, traduction approximative : « domaine des cerfs »).

## Histoire
La ville s'est appelée jusqu'en 1934 Mestanlı (toponyme turc, en bulgare : Местанлъ), ou, sous sa forme bulgarisée, Măstanlij (Мъстанлий). Son nom actuel lui a été donné en référence à un héros légendaire du XIVe siècle, le voïvode Momchil. Depuis 1937, la localité a le statut de ville. Elle est surtout peuplée de Bulgaro-Turcs. Cette prédominance de la population turque et musulmane s'exprime sur le plan politique par la forte position du Mouvement des droits et libertés (Движение за права и свободи, DPS), parti qui représente sur l’échiquier politique bulgare la minorité turque et plus généralement musulmane. Lors des élections locales de 2007, le candidat du DPS Erdintch Haïrula a été élu maire de la municipalité dès le premier tour avec 67,84 % des voix.
Près de Momtchilgrad se trouve le village de Tatul, près duquel est situé le site archéologique dit de Svetilichtp, où se trouverait selon certains la tombe d'Orphée.
Parmi les monuments de la ville, on notera l'église Sveti Tsar Boris pokrăstitel (en bulgare : Свети цар Борис покръстител), « Saint tsar Boris le Baptiste », qui rappelle Boris Ier de Bulgarie, dont la fête est célébrée le 2 mai.

## Économie
Dans les campagnes environnant la ville, on cultive surtout le tabac et les poivrons. On y pratique également l'élevage ovin et bovin. Dans la zone industrielle de la ville, on trouve des entreprises de transformation du bois, de transformation des métaux ainsi que de production textile.

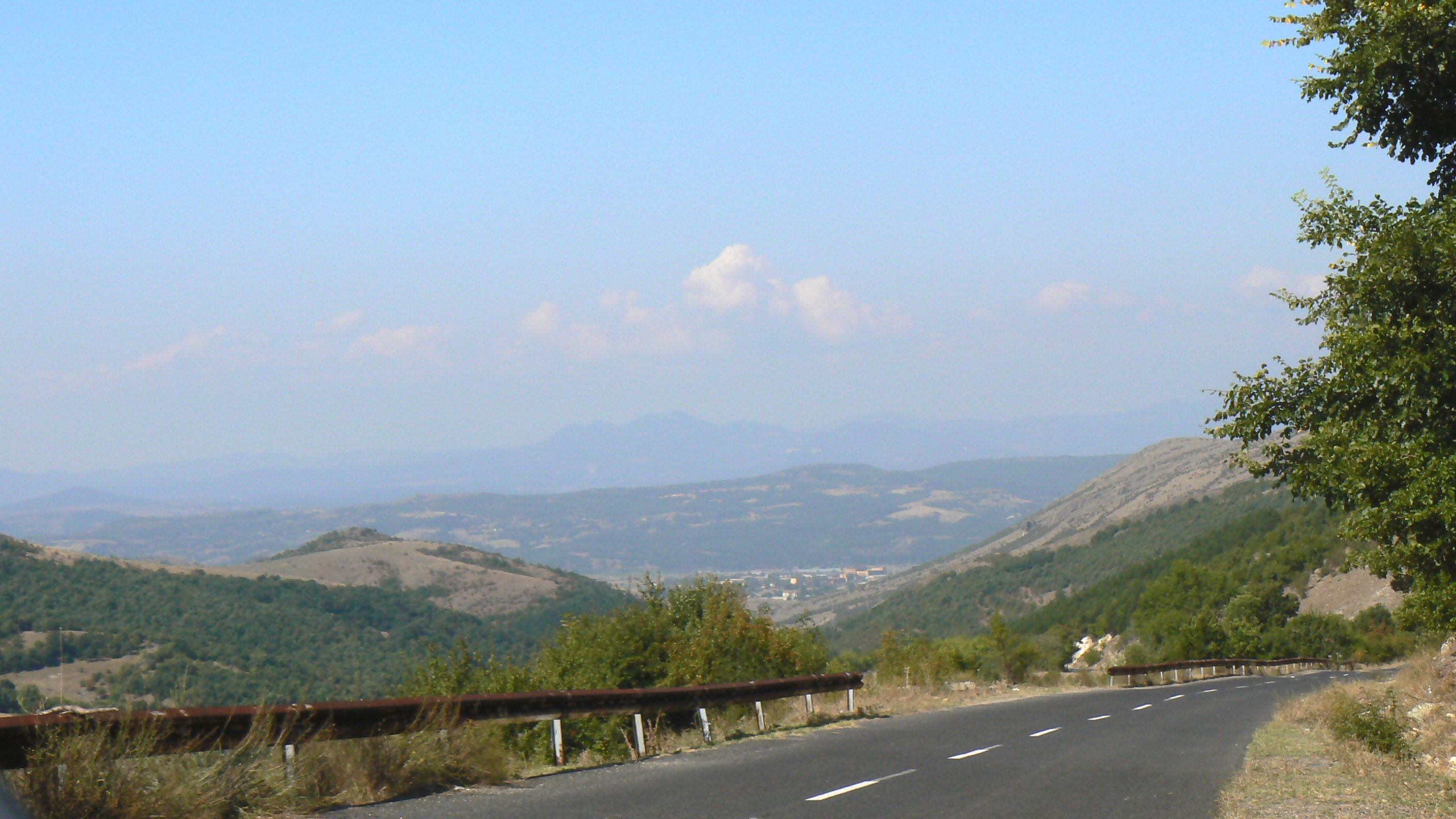
Vue de la ville
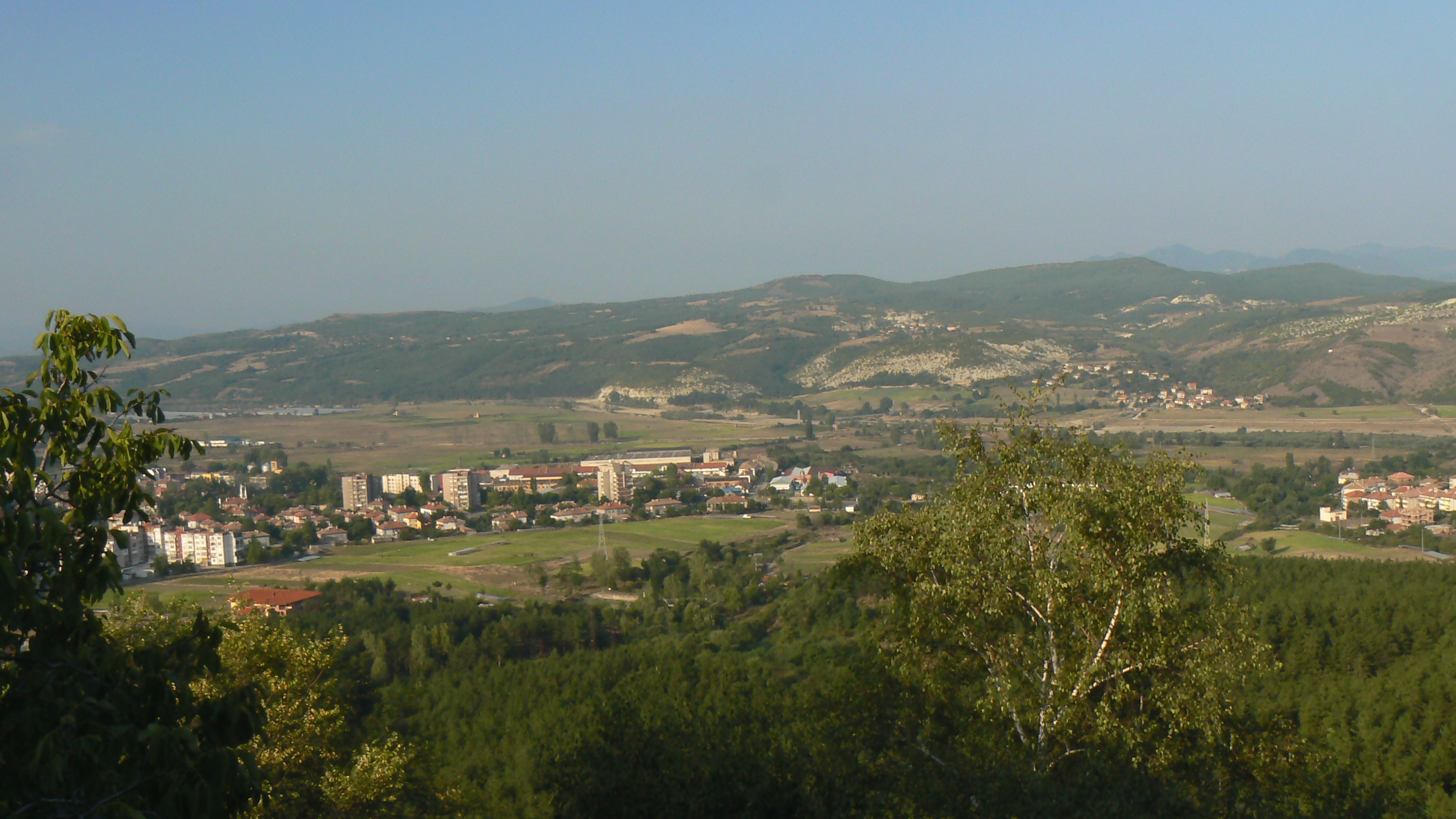
Vue de la ville
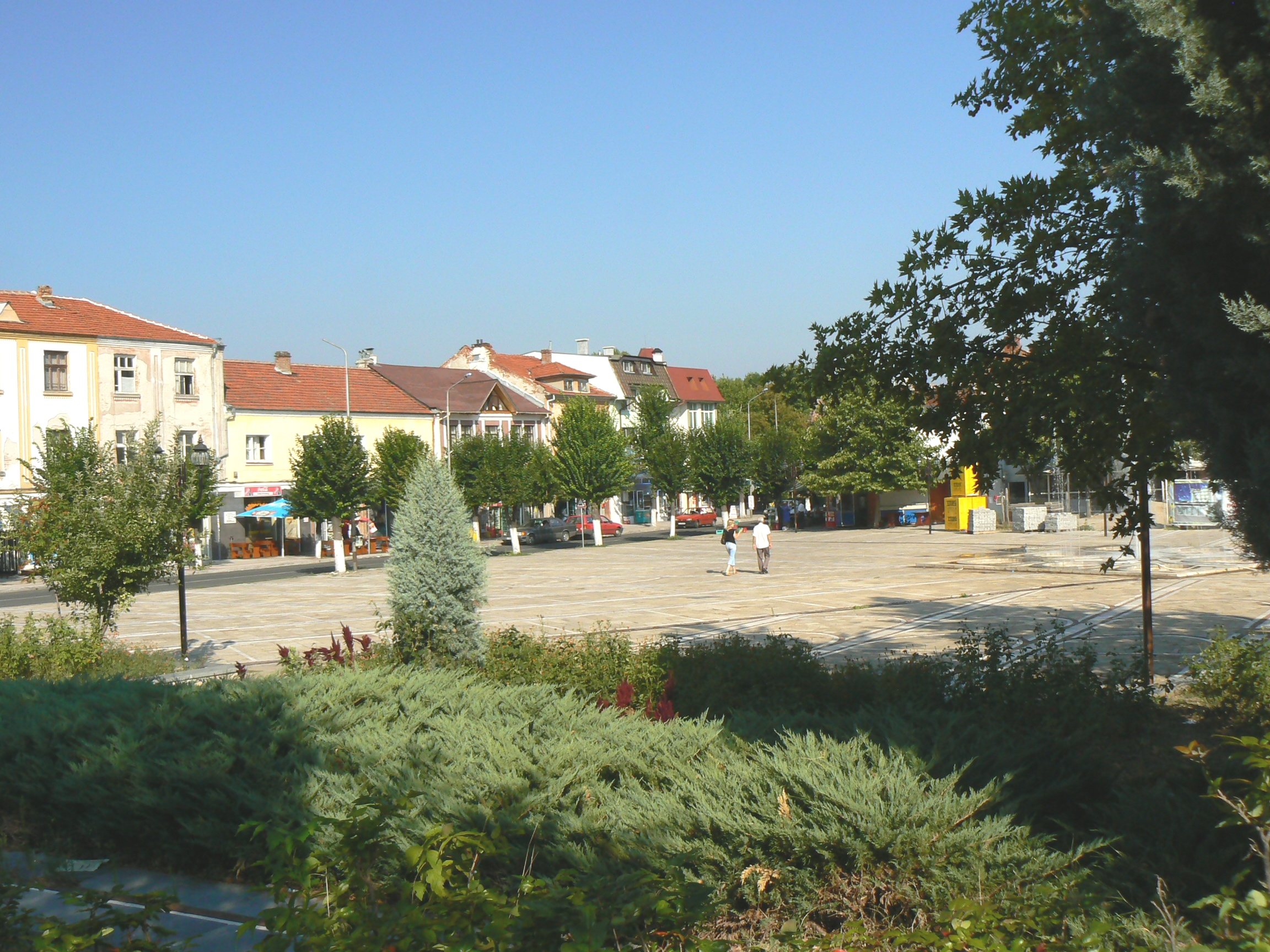
Vue de la ville